# Microcerella curiosa
Microcerella curiosa är en tvåvingeart som först beskrevs av Carroll William Dodge 1965.  Microcerella curiosa ingår i släktet Microcerella och familjen köttflugor.
Artens utbredningsområde är Peru. Inga underarter finns listade i Catalogue of Life.